# Eumigus monticolus
Eumigus monticolus är en insektsart som först beskrevs av Jules Pièrre Rambur 1838.  Eumigus monticolus ingår i släktet Eumigus och familjen Pamphagidae. Inga underarter finns listade i Catalogue of Life.